# Surimi

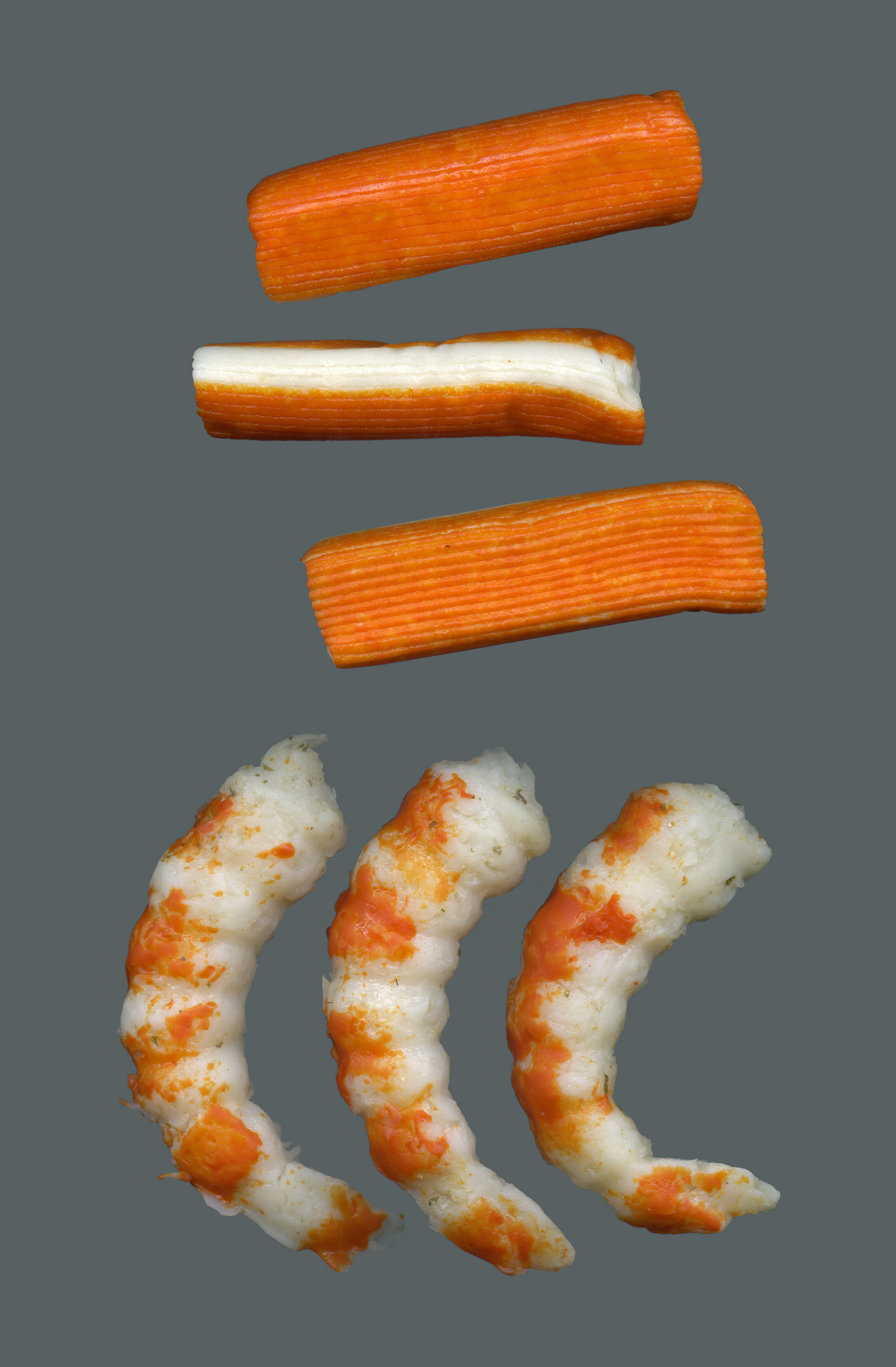
Surimi-Sticks und Shrimps-Imitat

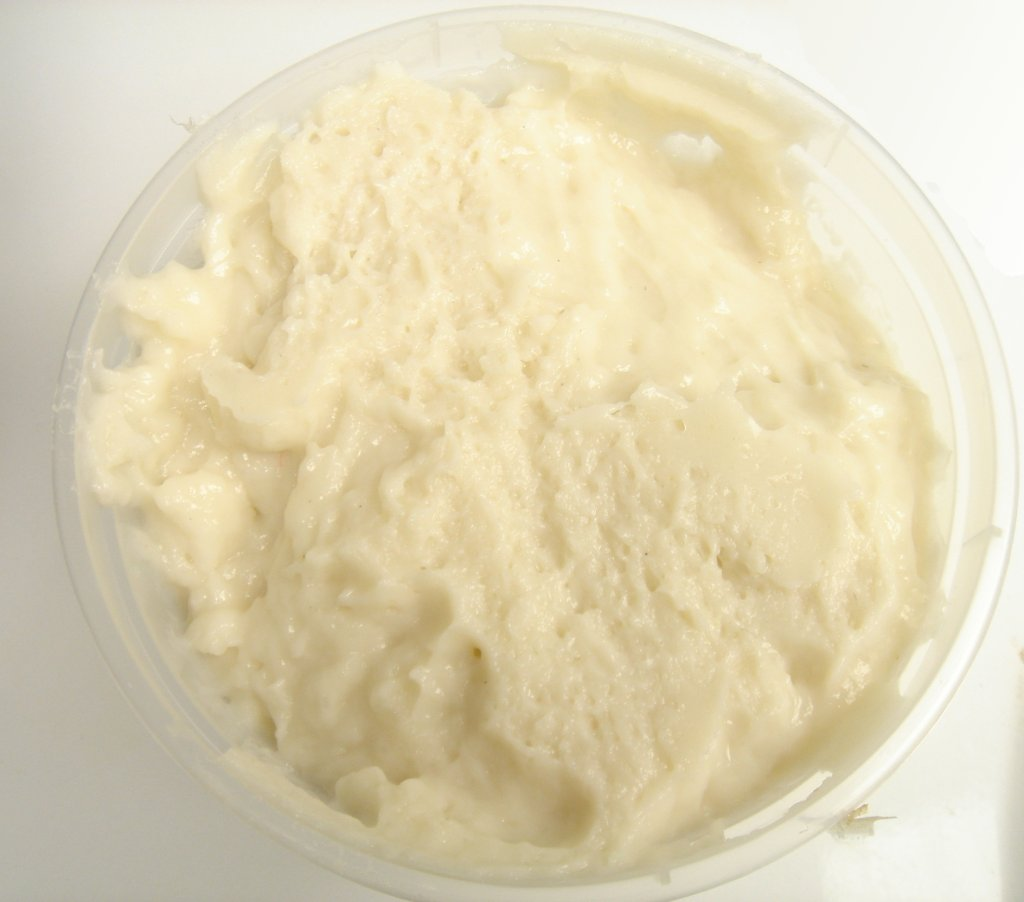
Surimi-Masse vor der Weiterverarbeitung

Surimi (japanisch すり身, „zermahlenes Fleisch“) ist eine feste Masse aus zerkleinertem Fisch. Vor etwa 900 Jahren wurde in Japan entdeckt, dass gehackter Fisch, mit Zucker gegart und geliert, haltbarer wird. Das Wort bezieht sich ursprünglich auf dieses Herstellungsverfahren; in Europa wird unter Surimi meist daraus hergestelltes Krebsfleischimitat verstanden.

## Herstellung und Verwendung
Seit 1959 spielt Surimi eine Rolle in der Lebensmittelindustrie. Der gefangene Frischfisch wird nicht mehr direkt auf See zubereitet, sondern mit Feuchthaltemitteln wie Polydextrose, Sorbit und Polyphosphaten versetzt roh eingefroren und später weiterverarbeitet. 
Die von Haut, Gräten und Schalen befreite, zerkleinerte und mehrmals gewaschene und daher nahezu geschmacksfreie Masse wird zum Beispiel mit Hühnereiweiß, Stärke, Öl, Zucker, Salz, Geschmacksverstärker und Sorbit unter Zuhilfenahme von Wärme verfestigt und je nach Verwendungszweck aromatisiert und gefärbt. Wird das Produkt als Surimi angeboten, ist es mit Krebsaroma angereichert und außen mit Paprikaextrakt oder Farbstoff rotorange oder pink eingefärbt. Die Form ist meistens länglich und fingerdick; sie eignet sich als Füllung für Maki-Sushi. Als Imitat für Krabben und Garnelen wird Surimi vergleichbar zubereitet, aber anders geformt und ist Bestandteil vieler Fertiggerichte, die „Meeresfrüchte“ enthalten. Mit Tintenfischresten und Algenextrakten vermischt, zu Ringen geformt und paniert, wird Surimi als Ersatz für Tintenfisch angeboten. Anders aromatisiert kann es auch bei Fleischwaren wie zum Beispiel Würstchen eingesetzt werden.
Eine traditionelle japanische Form von Surimi heißt Kamaboko.

## Deklarationspflicht
In Deutschland muss zur Vermeidung von Verwechselungen das Vorhandensein von Surimi bereits in der Erzeugnisdeklaration erfolgen (zum Beispiel „Meeresfrüchtemischung mit Surimi“), eine Angabe lediglich in der Zutatenliste reicht nicht aus. Die Hamburger Bundesforschungsanstalt für Fischerei fand schon 1994 in sieben von zehn Garnelenfleischproben undeklariertes Surimi.
Der Verwaltungsgerichtshof Baden-Württemberg hat in einem Urteil vom 11. Februar 2010 (Az. 9 S 1130/08) entschieden, dass in der Verkehrsbezeichnung einer Meeresfrüchte-Mischung ein Surimi-Anteil ab 20 % erwähnt werden muss.